# Supermassive Games
Supermassive Games è un'azienda inglese dedita allo sviluppo di videogiochi con sede nella città di Guildford, fondata nel 2008 dai fratelli Samuels.

## Videogiochi
| Anno | Titolo                     | Piattaforma/e                                                    | Nota  |
| ---- | -------------------------- | ---------------------------------------------------------------- | ----- |
| 2012 | Doctor Who                 | PlayStation 3, Windows                                           |       |
| 2013 | Walking with Dinosaurs     | PlayStation 3                                                    |       |
| 2015 | Until Dawn                 | PlayStation 4                                                    | [ 3 ] |
| 2016 | Rush of Blood              | PlayStation VR                                                   | [ 4 ] |
| 2017 | Hidden Agenda              | PlayStation 4 Play Link                                          |       |
| 2018 | The Inpatient              | PlayStation VR                                                   |       |
| 2019 | Man of Medan               | PlayStation 4, PlayStation 5, Xbox One, Xbox Series X/S, Windows |       |
| 2020 | Little Hope                | PlayStation 4, PlayStation 5, Xbox One, Xbox Series X/S, Windows |       |
| 2021 | House of Ashes             | PlayStation 4, PlayStation 5, Xbox One, Xbox Series X/S, Windows |       |
| 2022 | The Quarry                 | PlayStation 4, PlayStation 5, Xbox One, Xbox Series X/S, Windows |       |
| 2022 | The Devil in Me            | PlayStation 4, PlayStation 5, Xbox One, Xbox Series X/S, Windows |       |
| 2023 | Switchback VR              | PlayStation VR                                                   |       |
| 2024 | The Casting of Frank Stone | PlayStation 5, Xbox Series X/S, Windows                          |       |
| 2025 | Directive 8020             | PlayStation 5, Xbox Series X/S, Windows                          |       |
| 2025 | Little Nightmares III      | PlayStation 5, Xbox Series X/S, Windows                          |       |